# Lothar Loeffler
Lothar Loeffler, Lothar Löffler (ur. w 1901, zm. w 1983) – niemiecki lekarz, profesor, uczestnik nazistowskiego programu eugenicznego, polegającego na mordowaniu chorych psychicznie i niepełnosprawnych umysłowo w ramach tzw. Akcji T4.
W 1927 Loeffler podjął pracę naukową w Instytucie Antropologii im. Cesarza Wilhelma, skąd przeniósł się w 1931 na stanowisko docenta do Kilonii. Po objęciu władzy w Niemczech przez nazistów został w 1934 mianowany dyrektorem Instytutu Biologii Rasy (Institut für Erb- und Rassenbiologie) uniwersytetu w Królewcu, tamże został profesorem. Od 1942 pracował jako profesor na Uniwersytecie w Wiedniu. W czasie pracy w III Rzeszy zatrudniony był w ramach kilku zleceń jako ekspert do kwalifikacji ludzi upośledzonych umysłowo, w tym dzieci, do eksterminacji.
Po wojnie pracował w Hanowerze w protestanckim ośrodku opieki nad upośledzonymi umysłowo. Zaproszony został także do komisji naukowych, był członkiem Niemieckiej Komisji Atomowej i Grupy Roboczej ds. Biologii Promieniowania.